# Jeffrey Whaley
Jeffrey Whaley (* 10. März 1996 in L’Assomption, Québec) ist ein kanadischer BMX-Freestyle-Fahrer in der Variante Park.

## Sportlicher Werdegang
Whaley nahm seit dem Alter von 15 Jahren an Freestyle-Wettbewerben teil. Im Gegensatz zu anderen kanadischen Fahrern, die für den Sport in die USA gingen, blieb er in seinem heimischen Québec. Daher kam ihm ein Angebot des Cirque du Soleil gelegen, der ihn 2017 zusammen mit anderen Fahrern langfristig für eine Show anstellte. 2020 musste diese Show infolge der Corona-Pandemie ihren Betrieb einstellen.
2021 kommentierte Whaley im Auftrag des kanadischen Fernsehens den erstmals ausgetragenen olympischen BMX-Freestyle-Wettkampf. Dieses Erlebnis weckte in ihm den Wunsch, wieder in den Wettkampf einzusteigen. Ab 2022 beteiligte er sich am UCI-BMX-Freestyle-Weltcup, bei den Weltmeisterschaften 2022 wurde er 50. Im Jahr darauf erreichte er das Finale der Weltmeisterschaften und wurde Zwölfter, womit er Kanada einen Qualifikationsplatz für die Olympischen Spiele 2024 verschaffte, für die er auch nominiert wurde.
Bei den kanadischen Meisterschaften im Oktober 2023 wurde Whaley Dritter. Bei der Vorbereitung auf die Olympischen Spiele kam ihm die Einrichtung einer BMX-Bahn im nationalen Leistungszentrum von Bromont zugute. Im olympischen Freestyle-Wettkampf 2024 schied er als zehnter von zwölf Teilnehmern in der Qualifikation aus.